# والتر لويس
والتر لويس (بالإنجليزية: Walter Lewis)‏ (و. 1885 – 1956 م) هو مجدف كندي، ولد في أورنجفيل، أونتاريو، شارك في التجديف في الألعاب الأولمبية الصيفية 1908 – رجال ثمانية ‏، توفي في مدينة كيبك، عن عمر يناهز 71 عاماً.
.

## روابط خارجية
- والتر لويس على موقع الاتحاد الدولي للتجديف (الإنجليزية)
- والتر لويس على موقع اللجنة الأولمبية الدولية (الإنجليزية)
- والتر لويس على موقع أوليمبيديا (الإنجليزية)